# توماش کرکیارتو
توماش کرکیارتو (به انگلیسی: Tamás Kerékjártó) (زادهٔ ۹ ژوئیهٔ ۱۹۷۹) شناگر اهل مجارستان است.